# 19998 Binoche
19998 Binoche este o planetă minoră (asteroid), cu un diametru de 4,127 km, din centura de asteroizi. A fost descoperită pe 18 noiembrie 1990 la Observatorul European Austral de Eric Walter Elst și a fost numită după Juliette Binoche. 
Obiectul prezintă o orbită caracterizată de o semiaxă mare de 2,7990524 UAi, o excentricitate de 0,17, o înclinație de 10,18953 ° în raport cu ecliptica.